# Christiane Sehested
Christiane Sehested (15. juli 1626 på Haderslevhus – 1670) var datter af kong Christian 4. af Danmark-Norge og hans hustru til venstre hånd Kirsten Munk. Christiane bar ligesom sin moder og søstre titlen grevinde af Slesvig-Holsten.
Allerede som tiårig i 1636 blev hun trolovet med Hannibal Sehested. Brylluppet fejredes først 6. november 1642 i København under stor pragtudfoldelse. Hendes ægtefælle var i foråret 1642 udnævnt til statholder i Norge, og parret tog derfor ophold på Akershus. Frederik 3. fældede 1651 sin svoger på grund af underslæb, og parret var nu berøvet deres magt og rigdom. Christiane måtte 6. oktober 1651 efter at være kommet fra Norge til København for sit eget vedkommende underskrive en erklæring, der stadfæstede hendes mands afståelse af hans norske godser til kronen. I de følgende år opholdt hun sig for det meste i Hamborg, men besøgte dog ofte sin moder på Boller ved Horsens. Hendes stilling var alt andet end glædelig. Efter eget udsagn havde hun aldrig været afholdt af sine søstre. Ulykken forsonede dem ikke, og bitterhed og had synes at have præget hendes stemning. Men heller ikke forholdet til hendes mand var godt. Medens han var på rejser, havde han efterladt hende i yderst dårlige økonomiske omstændigheder i Hamborg. Hun hævnede sig ved at sælge hans gård og møbler og tænkte på at forlade ham, hvad hun dog opgav efter henstilling fra moderen. I 1658 vendte hun tilbage til Danmark i anledning af sin moders død, og ligesom sin mand tog hun fra august samme år ophold i svenskekongen Carl Gustavs lejr uden for København. Hendes tanker var her stærkt optagne af ønsket om at få udslettet den krænkelse, der var tilføjet hende ved, at det var forbudt hende og hendes søstre at føre titel af Grevinde af Slesvig og Holsten. Da hendes mand i sommeren 1660 blev taget til nåde af Frederik 3. og hurtig steg til fornyet magt, opnåede hun ganske vist ikke anerkendelse af sin grevindetitel, men i maj 1662 fik hun dog et nyt våben, hvorefter hun skrev sig grevinde. Ved skiftet efter sin moder havde hun fået gårdene Tybrind, Vejlegård og Lundegaard. Hun opholdt sig på den sidstnævnte gård på Fyn, da hendes ægtefælle 13. september 1666 døde i Paris. Uden at tage sig synderligt af hans sager førte hun en temmelig ubemærket tilværelse. Hun døde i foråret 1670. Der findes et håndskrevet bind med folkeviser, som skal være samlet af hende.